# Jimmie Angel
James Crawford Angel detto "Jimmie" (Cedar Valley, 1º agosto 1899 – Panama, 8 dicembre 1956) è stato un aviatore ed esploratore statunitense che diede il proprio nome al Salto Angel in Venezuela, la cascata più alta del mondo.

## Gioventù
James Crawford Angel nacque il 1º agosto 1899 nei pressi di Cedar Valley (Missouri), figlio di Glenn Davis Angel e Margaret Belle Marshall. Dato che il nonno James Edward Angel era tuttora in vita, fu chiamato Crawford per evitare confusione nella famiglia Angel nei suoi primi anni. A vent'anni adottò il soprannome Jimmie col quale fu noto per il resto della vita.

## Salto Angel
La cascata, che cade dalla cima dell'Auyantepui nella remota regione di Gran Sabana in Venezuela, non era nota al mondo esterno finché Jimmie Angel non la sorvolò il 18 novembre 1933 mentre era alla ricerca di un deposito di minerali preziosi.

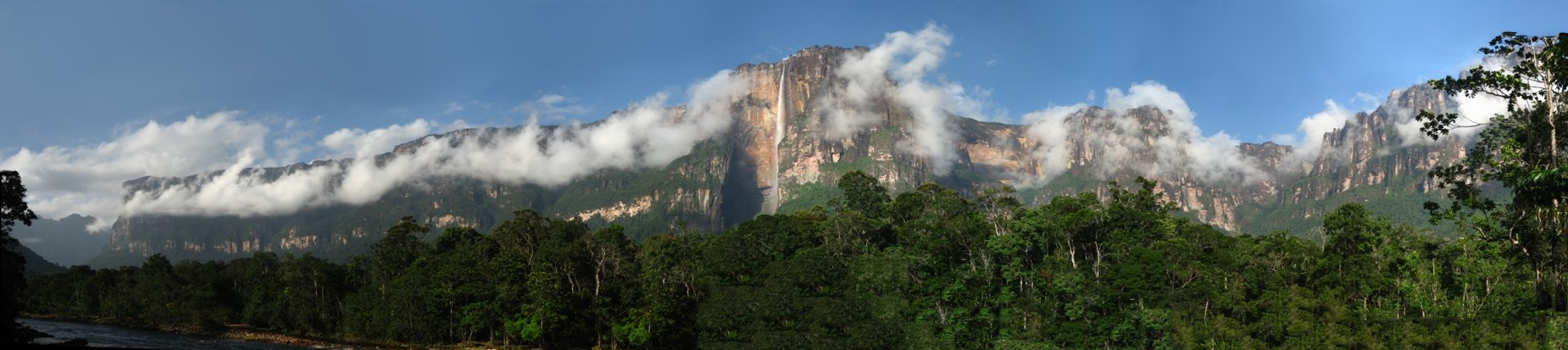
Panorama parzialmente nuvoloso del Salto Angel scoperto da Angel

Il 9 ottobre 1937 tornò alla cascata con l'intenzione di atterrare. Quel giorno a bordo del suo monoplano Flamingo, battezzato con il nome El Rio Caroní, c'erano anche la seconda moglie Marie, Gustavo Heny e Miguel Delgado, giardiniere di Heny. Tentò un atterraggio, ma nonostante un ottimo contatto col suolo il muso del suo El Rio Caroní si ruppe nel contatto col suolo, e le ruote si bloccarono nel fango rendendo impossibile il decollo.
I passeggeri erano illesi ma dovettero marciare su un terreno difficile e con poche provviste per 11 giorni per uscire dal tepui e raggiungere il vicino insediamento di Kamarata. Quando si seppe della loro impresa, l'interesse internazionale per la regione della Gran Sabana aumentò a dismisura, portando a nuove spedizioni scientifiche negli anni seguenti.
Il suo aereo rimase in cima all'Auyantepui fino al 1970, quando fu smontato e recuperato grazie ad elicotteri venezuelani. Oggi l'El Rio Caroní può venire ammirato all'esterno dell'aeroporto di Ciudad Bolívar. L'aereo fu riassemblato in città dal museo aeronautico di Maracay.

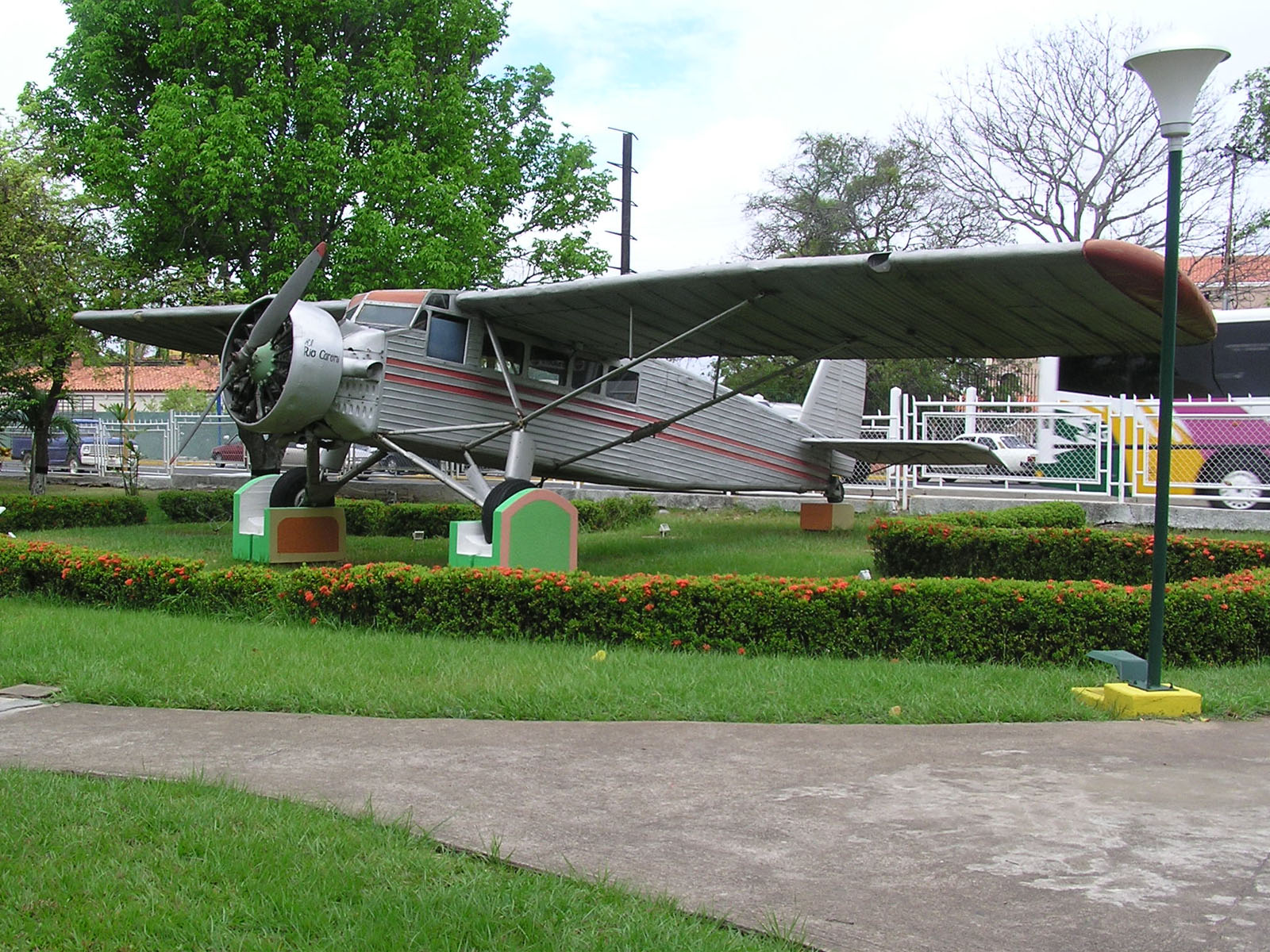
L'aereo di Jimmie Angel, El Rio Caroní, un Metal Aircraft Corporation Flamingo esposto nell'aeroporto di Ciudad Bolívar

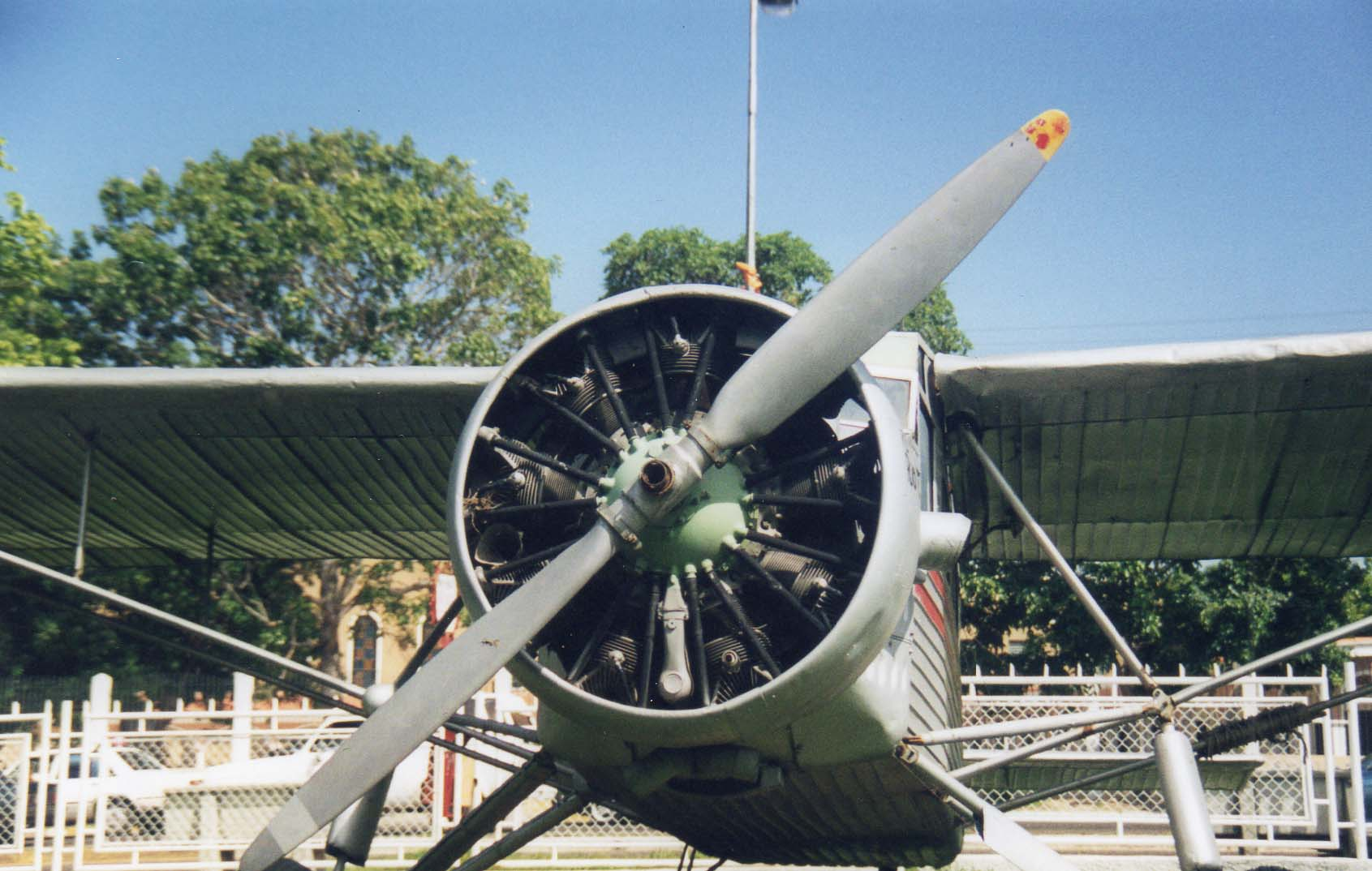
Visuale frontale del Metal Aircraft Corporation Flamingo

## Morte
Il 17 aprile 1956 Angel subì un infortunio alla testa atterrando col proprio aereo a David, Panama. Poco dopo ebbe un attacco di cuore e subì vari disturbi per otto mesi, finché non contrasse una polmonite che lo costrinse nel Gorgas Hospital di Panama, dove morì l'8 dicembre 1956. I suoi resti cremati furono sepolti inizialmente presso il Portal of the Folded Wings Shrine to Aviation di Burbank, in California ma, secondo il suo desiderio, la moglie, i due figli e due amici sparsero le ceneri sul Salto Angel il 2 luglio 1960.